# スウェーデン語版ウィキペディア
スウェーデン語版ウィキペディア（スウェーデンごばんウィキペディア、Svenska Wikipedia）はウィキペディアのスウェーデン語版である。ウィキペディアの3番目の版であり、英語版、カタルーニャ語版に次いで、2001年5月にドイツ語版と共にスタートした。2016年1月現在、記事数では英語版に次いで2番目に大きなウィキペディアであり、2021年2月23日現在3,414,042項目を有する。しかし、他の大きなウィキペディアに比べて、スウェーデン語版ウィキペディアの記事はスタブの割合が高い。
スウェーデン語が話せればデンマーク語とノルウェー語が理解可能なので、管理者はウィキメディアのメタウィキにあるSkanwiki部を通じ、それぞれのウィキペディアで他の管理者と協力している。管理者は2014年9月4日の時点で69人。

## 歴史

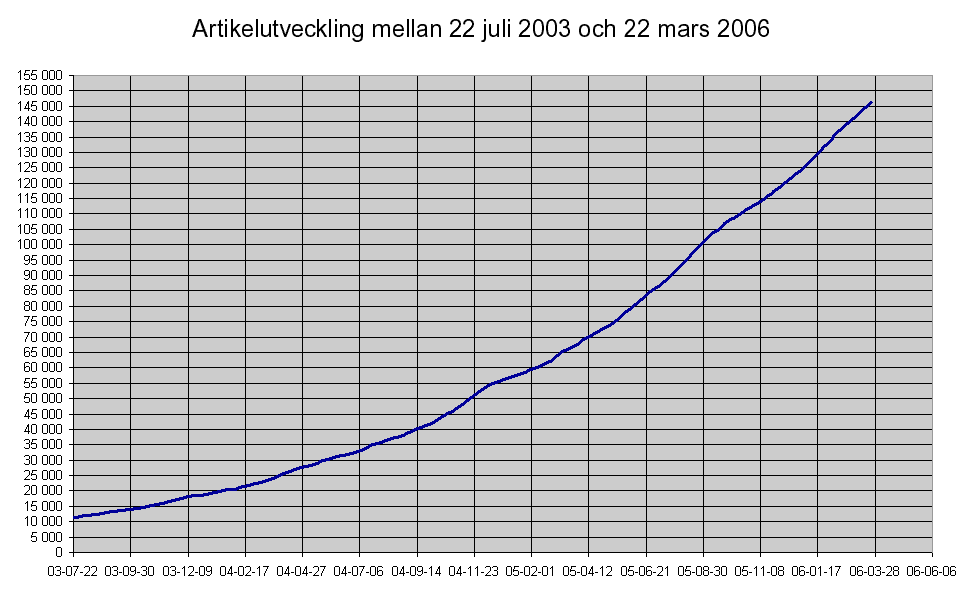
2003年7月22日から2005年12月までの記事数

100万項目突破を記念したロゴ

元々、スウェーデン語版ウィキペディアは2001年にラーシュ・アロンソン (Lars Aronsson) によってMediaWikiソフトウェアをもとに作られたウィキであるsusning.nuに匹敵していたが、いくつか変更点があるだけであった。susning.nuは2003年5月28日まで世界で2番目に大きなウィキであった。広告を導入するというラーシュの独断に対する反論を含む創設者の権威についての論争と、ヴァンダリズムと戦う適切な方法の不足についての論争のため、susningの主要な編集者は代わって2003年から2004年にかけてスウェーデン語版ウィキペディアを書き始めた。susning.nuは2004年4月に新しい編集を締め切ると発表し、スウェーデン語版ウィキペディアは2005年1月までに新しい編集者を受け入れ、susning.nuを越えおよそ55,000の記事があった。2013年6月15日に、全言語版で8番目に100万記事を達成した。2014年7月にはオランダ語版を抜き、英語版に次ぐ2番目の規模となった。2015年9月6日に、英語版に次いで史上2番目に200万記事を突破した。

## 組織
スウェーデン語版ウィキペディアは、当初は米国法を根拠としてフェアユースの法理に基づく画像の利用を許容していた。スウェーデンにおいて米国法に基づく運用が妥当であるか、スウェーデンにおいてフェアユースを根拠とすることが妥当であるかに関して不透明な部分があったこともあり、2005年にロゴと紋章の場合だけ公正使用が許可されることが決定された。

## 最近の動向
スウェーデン語版ウィキペディアは、少ない編集者の間で多数の記事数を編集してきたことから、「他の大きなウィキに比べて、スタブ記事の割合が高い」状態が続いてきた。しかし、2005年1月の時点では3,200人ほどだった参加者数も、1年間で大きく伸びた。現在では9,000人ほどの参加者がいる。当地でもいろいろなウィキポータルやウィキプロジェクトが機能している。優秀な編集者の参加により、以前に比べて著しくレベルが上がった分野もある。
2011年以降、インターネットボットによる記事作成が増加している。2013年6月15日に、スウェーデン語版ウィキペディアが100万記事を達成した時、そのうち半数近くの454,000がLsjbotによって作成された記事だった。Lsjbotによる記事が非常に大量にあるため、スウェーデン語版でのおまかせ表示にはbotによる記事を除いたものも存在する。